# August Kjellberg

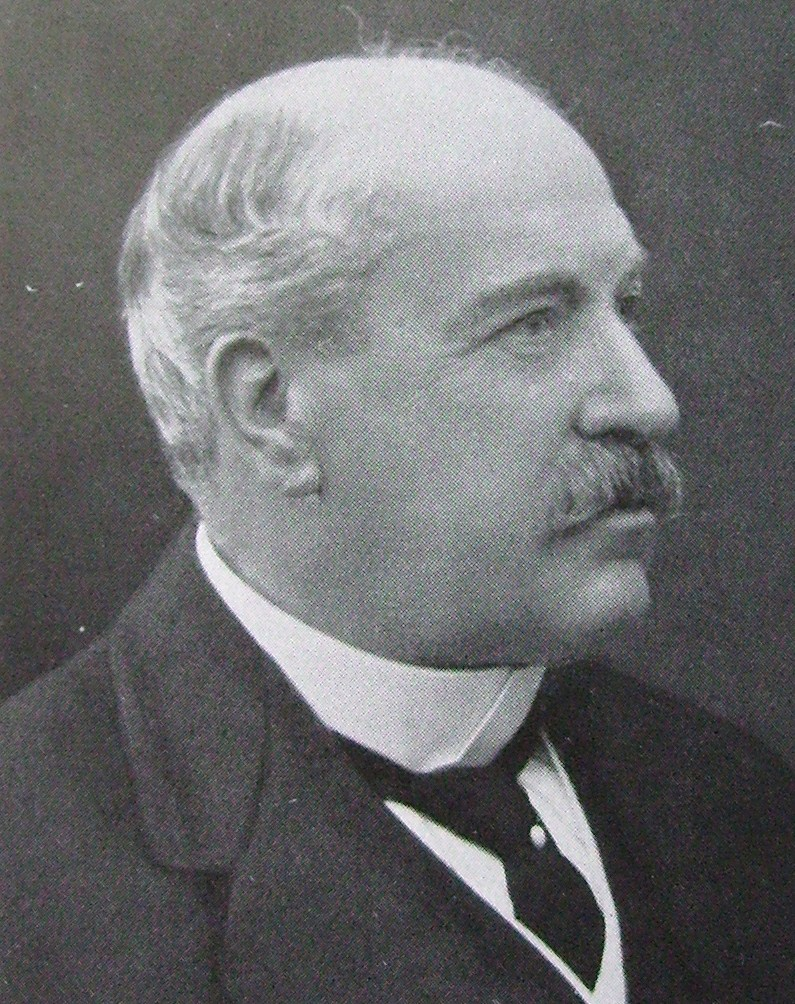
Carl August Kjellberg.

Carl August Kjellberg, född 10 mars 1853 i Göteborg, död 4 maj 1925 i Göteborg, var en svensk affärsman och kommunpolitiker. Han var äldre bror till Knut Kjellberg.

## Biografi
Efter läroverksstudier i Göteborg studerade Kjellberg vid Ryssbylunds lantbruksskola och Rostocks handelsinstitut. Han blev därefter anställd i faderns firma J. A. Kjellberg & Söner från 1870, prokurist där 1875–1882, delägare 1883–1891 och chef för firman 1891–1896. Han var verkställande direktör för Kramfors AB 1886–1894 och verkställande direktör för Göteborgs Enskilda Bank 1896–1905 samt dess styrelseordförande 1905–1922. Kjellberg var tysk konsul i Göteborg 1879–1893.
Åren 1910–1911 tillhörde Kjellberg första kammaren (som högerman), vald av Göteborgs stads valkrets. Han var ledamot av Järnvägsrådet 1924–1925. Under villkor att en handelshögskola i Göteborg kom till stånd före 1925, donerade han 1918 till denna 100 000 kronor, vilket var den första donationen för detta ändamål. Kjellberg blev ledamot av Kungliga Vetenskaps- och Vitterhetssamhället i Göteborg 1918.

## Uppdrag
Kjellberg var ordförande i styrelsen för Lindholmens Verkstads AB 1912–1925, han satt i styrelsen för Lödöse-Lilla Edets Järnvägs AB och i Trafikförvaltningen Göteborg-Dalarne-Gävle, ledamot av styrelsen för; Bergslagernas Järnvägs AB 1903–1925, AB Bofors-Gullspång, Boye & Thoresens Elektriska AB, AB Ramen Liljedahl, Göteborgs Bell Telefon AB och AB Göteborgs teater. Han var ordförande i Allmänna Pensions- och Änkekassan i Göteborg, ledamot av styrelsen för AB Göteborgs Frihamn. Fullmäktig i handelsföreningen i Göteborg 1890–1906, ordförande i handelskammaren i Göteborg 1906–1924, ledamot av handels- och sjöfartsnämnden 1891–1923, varav som vice ordförande 1906–1911 och ordförande 1912–1923, ordförande i styrelsen för Göteborgs handelsinstitut 1913–1924 och ledamot av styrelsen för Stiftelsen Kjellbergska flickskolan.
Kjellberg var ledamot av Göteborgs stadsfullmäktige 9 juni 1899-30 november 1914, av styrelsen för Sjömanshemmet till minne av konung Oscar II och drottning Sophias silverbröllop 1886–1888, av styrelsen för Allmänna och Sahlgrenska sjukhuset 1900–1903, av styrelsen för Renströmska fonden 1913–1914 och av styrelsen för Wilhelm Röhss donationsfond 1914–1924. Han var ledamot av kyrkofullmäktige 1883–1885, 1887–1891 och 1897–1900.

## Familj
Carl August Kjellberg var son till grosshandlare Carl Ossian Kjellberg och Ingeborg Arnoldsson. Han gifte sig den 9 januari 1875 med Elisabeth (Eliza) Gibson (1853–1934), dotter till brukspatron William Gibson och Margret Thornton Holliday. De fick sex barn: Carl Ossian (född 1875, far till Carl Kjellberg), Gunhild (född 1877), William (född 1878, far till Sven Roland Kjellberg), Valborg (född 1880), Margret Eliza (född 1881) och Jonas Anders (född 1892).
Han är begraven på Örgryte gamla kyrkogård.